# Taha Ayari
Taha Ayari, né le 10 mai 2005 à Solna en Suède, est un footballeur suédois qui évolue au poste d'ailier gauche à l'AIK Solna.

## Biographie

### En club
Né à Solna en Suède, Taha Ayari est formé à l'AIK Fotboll qu'il rejoint en 2012 après être passé par le club de Råsunda IS (en). Avec l'équipe des moins de 17 ans de l'AIK, il remporte notamment le championnat de la catégorie lors de la saison 2021.
Il joue son premier match en professionnel le 31 août 2022, à l'occasion d'une rencontre de coupe de Suède face au Hudiksvalls FF (en). Il entre en jeu à la place de Nabil Bahoui et son équipe s'impose par quatre buts à deux,.
Ayari signe son premier contrat professionnel avec l'AIK le 18 octobre 2022, le liant au club jusqu'en décembre 2025. Il est par la même occasion définitivement promu en équipe première,.
Le 16 août 2023, Ayari marque son premier but en professionnel contre le Dalkurd FF, en coupe de Suède. Il est titularisé et participe à la victoire de son équipe par trois buts à zéro,.

### En sélection
Taha Ayari représente l'équipe de Suède des moins de 17 ans. Avec cette sélection il est retenu pour participer au Championnat d'Europe des moins de 17 ans en 2022. Lors de ce tournoi organisé en Israël il joue trois matchs, tous en tant que titulaire. Son équipe est éliminée dès la phase de groupe malgré un bilan de deux victoires et une défaite, mais qui termine troisième en raison une moins bonne différence de but par rapport au Portugal. Ayari joue au total quatorze matchs et marque trois buts dans cette catégorie d'âge.
En mars 2024, Taha Ayari est convoqué pour la première fois avec l'équipe de Suède espoirs. Il joue son premier match pour les espoirs lors de ce rassemblement, le 22 mars 2024, face à Chypre. Il entre en jeu à la place de Roony Bardghji et son équipe l'emporte par six buts à un.

## Vie privée
Taha Ayari est le jeune frère de Yasin Ayari, lui aussi footballeur professionnel formé à l'AIK Solna.